# Freckleben
Freckleben este o fostă comună din landul Saxonia-Anhalt, Germania. Din 1 ianuarie 2008 face parte din Aschersleben.